# Presidium del Folketing

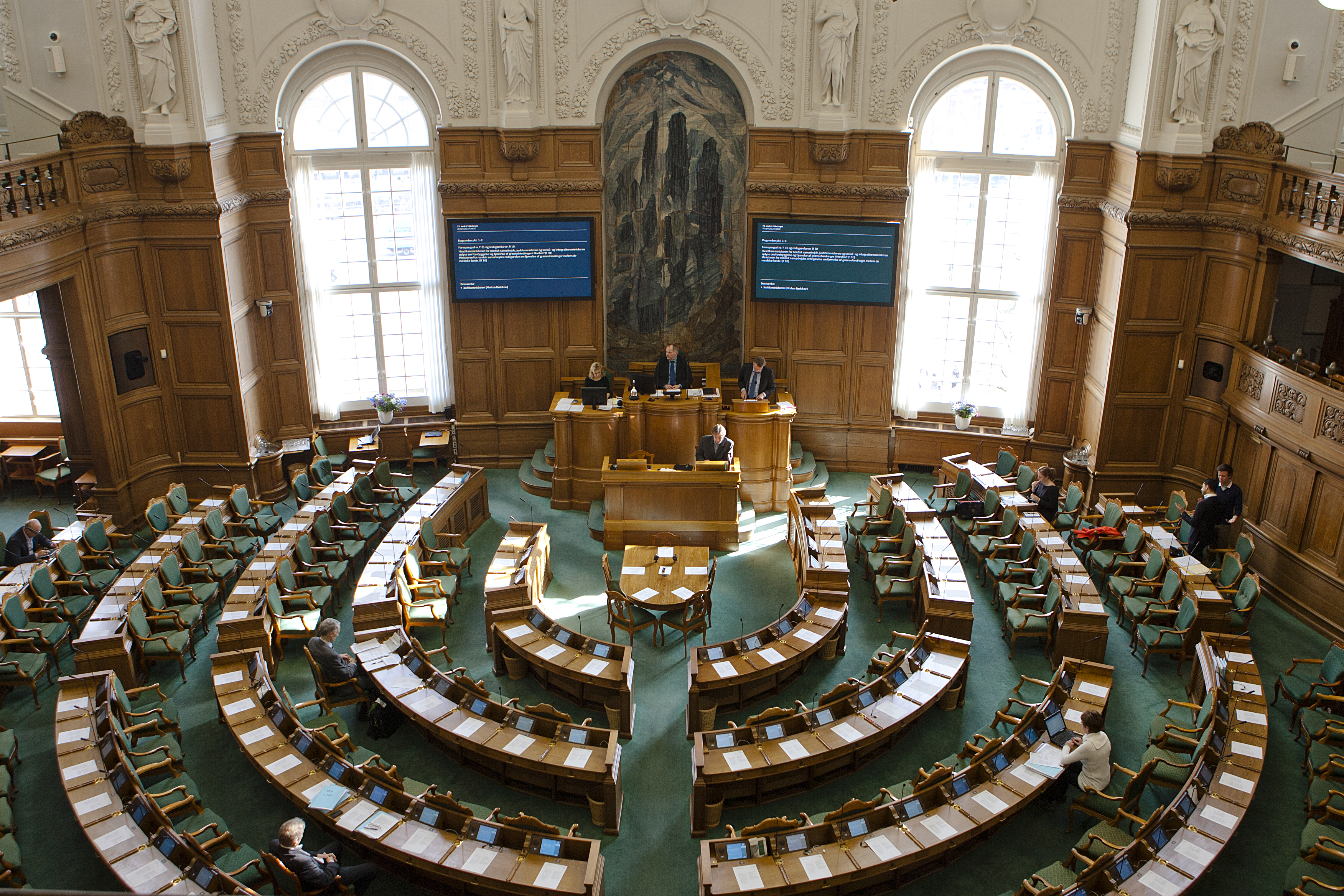
Aula del Folketing

Il Presidium del Folketing è il vertice del Folketing.
L'Ufficio di presidenza è composto dal presidente del Folketing e da quattro vicepresidenti. L'Ufficio di presidenza è responsabile dell'amministrazione quotidiana del Folketing e dei negoziati politici che si svolgono al Folketing. Il presidente (o il vicepresidente) è nel Folketing seduto al vertice dei seggi. La carica di presidente del Folketing è considerata la più illustre del Paese, motivo per cui il presidente riceve uno stipendio pari a quello del primo ministro.
Il presidium viene eletto alla prima riunione, dove il Folketing si riunisce all'inizio di una sessione parlamentare, così come un nuovo presidium viene eletto nelle nuove elezioni del Folketing. L'Ufficio di presidenza è eletto dall'intero Folketing. In realtà, però, solo il presidente viene eletto direttamente, poiché i quattro maggiori partiti del Folketing, oltre al partito a cui appartiene il presidente, occupano le cariche di vicepresidente in ordine di grandezza. Pertanto, in pratica, il presidium del Folketing è sempre composto da rappresentanti dei cinque maggiori partiti del Folketing (sebbene sia teoricamente possibile che un partito oltre ai cinque maggiori detenga la presidenza). Se due gruppi hanno lo stesso numero di seggi, la decisione viene presa mediante sorteggio. È successo più volte nella storia.
Il compito principale del Presidente (e dei Vicepresidenti) è quello di presiedere le circa 100 riunioni che si tengono ogni anno nella Folketing Hall. Il presidente ha la responsabilità di assicurare che i membri del parlamento abbiano la parola nell'ordine corretto, così come assicura il rispetto delle regole sulla durata del tempo di parola. Il presidente interviene anche se un membro del parlamento usa un discorso diretto a un collega che, secondo le linee guida del parlamento, deve essere intitolato con Mr e Mrs.
Il Presidium del Folketing ha anche la responsabilità generale dell'amministrazione del Folketing e quindi anche la responsabilità dei dipendenti.

## Ufficio parlamentare nell'anno parlamentare 2020-21[1]
- Presidente: Henrik Dam Kristensen (S)
- Primo vicepresidente: Karen Ellemann (V)
- Secondo vicepresidente: Pia Kjærsgaard (DF)
- Terzo vicepresidente: Rasmus Helveg Petersen (RV)
- Quarto vicepresidente: Trine Torp (SF)